# Osireion
Das Osireion (auch Osirion oder Osiron) im ägyptischen Abydos ist ein kleiner Tempelkomplex, der zu Ehren des altägyptischen Gottes Osiris errichtet wurde. Er befindet sich südwestlich unmittelbar hinter dem Totentempel Sethos I. und wurde wie dieser in der Zeit des Neuen Reiches gebaut. Frühere Annahmen, dass das Osireion ein Königsgrab oder Scheingrab darstellte, sind nach neueren Untersuchungen eher unwahrscheinlich. Der Tempelcharakter wird in den vorgenommenen Opferriten ebenso deutlich wie an der Art der Dekorationen.
Der Komplex des Osireion wurde 1902 durch Margaret Alice Murray und Flinders Petrie entdeckt. Die Freilegung erfolgte bis 1926 unter Henri Frankfort. Der Tempel erinnert von seiner Struktur an die königlichen Totentempel der Vierten Dynastie, stammt jedoch aus der Zeit Sethos I. Die Ausschmückung erfolgte bis in die Zeit seines Enkels Merenptah. Der Name Sethos I. ist auf schwalbenschwanzförmigen Bauklammern verzeichnet, die die massiven Granitblöcke der Haupthalle des Osireions zusammenhielten. Baumaterial aus Zeiten vor der Neunzehnten Dynastie fand sich nicht.

## Beschreibung

Plan des Osireions

Ursprünglich war das Osireion von einem Hügelgrab überdeckt, umfriedet mit Baumreihen. Der Eingang befand sich im Westen der Anlage. Von dort führte ein langer, abwärts führender Korridor südöstlich in eine rechteckige Kammer mit einem dahinter liegenden schmalen Raum. An den Wänden des Ganges wurden Malereien angebracht, die an der nordöstlichen Seite das „Buch der Höhlen“, an der gegenüberliegenden Wand das „Buch der Pforten“ darstellten. Beide beschreiben die nächtliche Reise des altägyptischen Sonnengottes Re durch die Unterwelt. Unter Merenptah hatte man am Südende des Ganges damit begonnen, die Malereien als Flachreliefs auszuführen.
Weitere Flachreliefs aus der Zeit Merenptahs befinden sich auch in der rechteckigen Kammer, deren Nebenraum, sowie dem von der Kammer nordostwärts führenden Gang und der Rückwand und den Architraven der anschließenden querliegenden Halle vor der Haupthalle mit dem umlaufenden Wassergraben. Der Gang von der Eingangskammer zur ersten Tempelhalle ist wie der beschriebene Korridor abfallend, so dass das Wasser im unterirdischen Tempelgraben vom Grundwasser gespeist werden konnte. Heute steht der gesamte Tempelboden des Osireions unter Wasser. Von der ersten Halle, gebaut aus roten Granitsteinblöcken, führte eine Pforte mit noch vorhandenem Türsturz in die Haupthalle mit zwei Reihen von jeweils fünf großen Pfeilern auf der vom Wasser umgebenen künstlichen Insel. Damit hatte das Osireion die nach dem „Buch vom Tempel“ übliche Anordnung ägyptischer Tempelanlagen, zu denen jeweils ein heiliger Hügel gehörte.
Vom Mittelpunkt des Tempels führten nordöstlich und südwestlich Stufen in den Wassergraben hinunter. Zwischen diesen auf der künstlichen Insel sind zwei flache Gruben, eine rechteckig, die andere quadratisch, ausgearbeitet. Möglicherweise waren sie als Standort für einen Sarkophag und einen Kanopenschrein gedacht. Umlaufend um den Graben waren sechzehn Nischen in die Außenwände eingelassen, je sechs an den Längsseiten und jeweils zwei neben dem Halleneingang und der diesem gegenüberliegenden Wand. Im Zentrum der letzteren führte eine niedrige Tür in eine dahinter liegende zweite Querhalle, die keinen weiteren Zugang besaß. Hier zeigen Hochreliefs an Decken und Wänden das „Buch der Nut“ und das „Buch von der Nacht“, eingerahmt von zwei Darstellungen der Himmelsgöttin Nut. Die Tür zu dieser letzten Halle ist so niedrig, dass sie durch das Wasser in der Haupthalle vollständig geflutet wird, was möglicherweise schon beim Bau des die Tempelmitte umlaufenden Wassergrabens so geplant wurde.
Das Dach des Osireions ist heute nur noch in wenigen Teilen erhalten, so dass man von oben einen guten Einblick in die ehemals unterirdische Tempelanlage hat. Der gewaltige Monumentalbau erklärt die große lokale Bedeutung von Osiris in Abydos, das zudem als eine der Begräbnisstätten des Osiris galt.

## Kosmologische Darstellungen

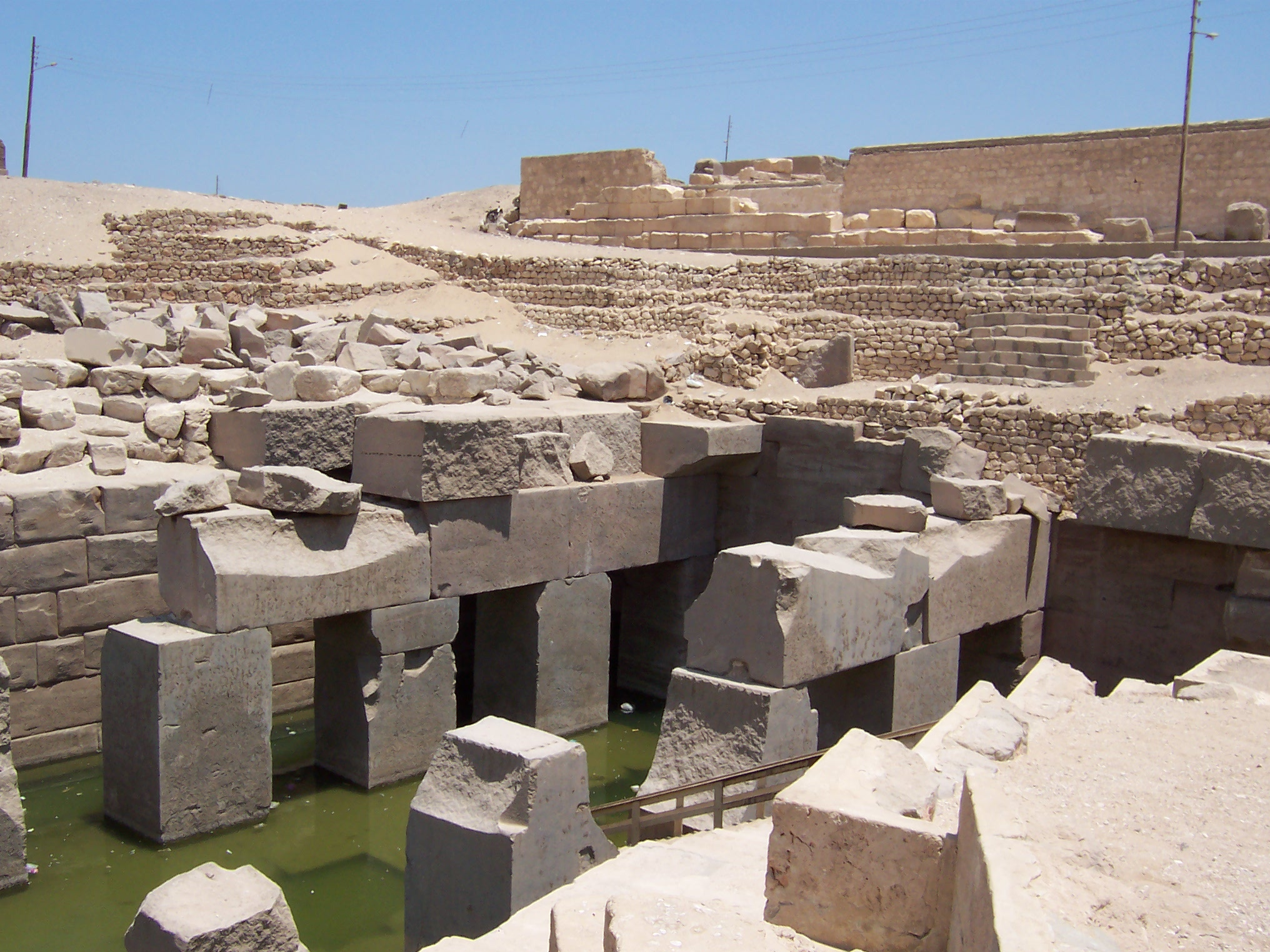
Südansicht des Osireions

An den Wänden und der Decke waren kosmologische Texte der Himmelsbücher sowie Dekane angebracht. Die Nord-, Süd- und Ostwand ist so zerstört, dass keine Lesung mehr möglich ist. An der Westwand sind noch Reste vom Buch von der Erde erkennbar. Die Decke überspannt die westliche Sarkophag- und östliche Balsamierungshalle. In der Westhälfte ist das Nutbuch abgebildet, während in der Osthälfte das Buch von der Nacht dargestellt ist.
Im südlichen Raum ist an der Ost-, Süd- und Westwand der „Spruch von den 12 Grüften“ als 168. Kapitel des Totenbuchs angebracht. Die zugehörige Vignette zeigt die schon in den Pyramidentexten belegten drei Phasen des Sonnengottes Re. Bereits in der ältesten Bezeugung aus der Regierungszeit des Amenophis II. sind „7 Grüfte“ als Text nicht mehr vorhanden. Einzig im Osireion wurde der Versuch unternommen, die Grüfte schematisch als Einheit zu rekonstruieren.

## Die Entdeckung

Margaret Alice Murray (auf den Steinen links) nach der Entdeckung des Osireion in Abydos

Themenbereiche der Wand vermerkt: Osiris und Horus, Titel von Osiris, Merenptah. Das Gebiet bezeichnet als „Eingang vom Tempel“ führt zu dem größeren Gebäudeteil, der 1914 von Edouard Naville entdeckt und ausgegraben wurde.

In der Saison 1902/03 hatte Flinders Petrie seiner Frau Hilda die Leitung der Ausgrabungen in Abydos übertragen. Mit dabei waren Margaret Alice Murray, deren Kenntnisse über religiöse Texte für das Kopieren wichtig waren, sowie die Künstlerin Miss F. Hansard für die Zeichnung der Reliefs. Die drei Frauen übernahmen alle notwendigen Aspekte des Unternehmens. In der vorigen Saison hatte St. G. Caulfeild (Algernon St. George Thomas Caulfield) den langen Gang innerhalb der Einfriedungsmauer teilweise freigelegt. Die großen Sandmassen, die entfernt waren, hatten eine riesige Furche, wie eine natürliche Schlucht hinterlassen.
Die Konstruktionsweise dieses großen Hypogäums machte es ziemlich einfach, ein weiteres unterirdisches Gebäude darunter zu vermuten, obwohl die Tiefe, in der es liegen musste, es unmöglich machen würde, mehr als einen kleinen Teil davon freizulegen. Es ist die Natur der Wüste, dass man nach 60 – 120 cm verwehtem Sand auf harten Mergel stößt. Dieser ist so hart wie Fels. Die alten Baumeister zogen daraus ihren Vorteil, indem sie Korridore und Hallen mit stark abschüssigen, fast senkrechten, Seiten ausgruben, anschließend mit großen Steinblöcken als Dach bedeckten und das Loch an der Spitze mit Sand auffüllten. Das gesamte Bauwerk war so von draußen nicht mehr zu sehen und damit gut versteckt. Die Forscher mussten also vom Mergel aus Versuchsschächte innerhalb der temenos-Mauer graben, die ausnahmslos zeigten, dass der Mergel senkrecht behauen war, um das Bauen darunter zu ermöglichen.
Nach drei Fehlversuchen, bei denen sie immer nur auf Sand stießen, fanden sie in 5 m Tiefe einige große Sandsteinblöcke. Margaret Alice Murray entdeckte außerdem eine Art Tür, hinter der sie nach einigen Metern auf den Fußboden eines Raumes stießen. Nach dem Fund einer Kartusche von Merenptah wurde allen klar, dass sie ein Bauwerk ohne ein in Ägypten bisher bekanntes Gegenstück entdeckt hatten. Hinterher wurde noch die „Große Halle“ und ein abschüssiger Korridor gefunden. Seitdem gilt Margaret Murray als „Entdeckerin des Osireions“.

„Wir verbrachten drei Wochen damit, eine Stelle zu suchen, wo es noch ein Dach geben könnte, und wir waren verwirrt von den rechtwinkligen Wendungen, die dieser Zugang zu machen schien. Jetzt wissen wir, dass diese „Biegungen“ aus dem Fels gehauen waren, um als Träger für Räume und Hallen zu dienen. Wir hofften, eine Stelle zu finden, an der das Dach noch in Ordnung war. Tagelang trug ich Kerzen und Streichhölzer in meiner Tasche, bereit durch einen Durchgang zu schlüpfen, der groß genug war – aber sie wurden nie benötigt. Während dieser ganzen Ausgrabung war es immer das Unerwartete, das geschah. Wenn wir erwarteten einen Korridor zu finden, fanden wir Räume und Hallen, wenn wir ein vollständiges Dach erhofften, war das Dach vollständig entfernt, wenn wir ein Grab erwarteten, fanden wir einen Ort für die Verehrung.“

Da die Grabungssaison kurz vor dem Ende stand, konnten sie keine weiteren Nachforschungen anstellen. Auch meinte Flinders Petrie, dass die BSAE nicht genügend Mittel für ein derart großes Unternehmen habe, das heißt die Massen Sand und Gestein bei etwa 9,50 m (40 ft.) Tiefe über dem gesamten Bauwerk zu entfernen. So hoffte er, dass der Antiquitätendienst unter Gaston Maspero bereit wäre, dieses einzigartige Hypogäum von Osiris als Teil des großen Tempels, der bereits eine der Hauptattraktionen in Ägypten war, auszugraben und zu erhalten. Es sollte jedoch bis 1914 dauern, ehe Edouard Naville für die Egypt Exploration Society hier erneut graben konnte und schließlich noch bis 1925 als Henri Frankfort mit Hilfe einer Dampfmaschine das heutige „Osireion“ ausgrub.

„Ich konnte nur einen sehr kleinen Teil der Inschriften kopieren, denn - obwohl wir den Korridor bis auf den Grund geräumt hatten – wehte ein starker Wind innerhalb von zwei Tagen alles wieder zu. Die ganze Ausgrabung wurde stark verzögert durch heftige Sandstürme, die manchmal eine halbe Tonne Sand und Steine herunter brachten. In einer Grube zu sitzen unter unregelmäßigem, jedoch fortlaufendem Feuer kleiner Steine und der Chance, einen größeren Stein abzubekommen, war eine Erfahrung, die nur rückblickend lustig ist.“

„Die sorgfältig ausgearbeitete Studie über Osiris, die Miss Murray herausgegeben hat, wird hoffentlich dazu dienen, die verschiedenen Aspekte und Verbindungen einer der wichtigen Gottheiten der ägyptischen Verehrung und des Glaubens zu klären und zur Geltung zu bringen.“

Flinders Petrie hat dieser Fundstätte den Namen „Osireion“ gegeben.